# Club Atlético Huracán
O Club Atlético Huracán é uma instituição esportiva do bairro Parque Patricios, da cidade de Buenos Aires, Argentina, cuja principal atividade é o futebol, mandando os seus jogos com mando de campo em um estádio icônico, para mais de 48.000 pessoas. No clube também se praticam vôlei, hockey sobre patins, patins, taekwondo, hockey, ginástica, basquete, handebol, futsal, boxe, tango, tao yin, teatro, entre outros.
Cinco vezes campeão argentino, oito vezes vice, tem como maiores destaques internacionais um vice-campeonato da Copa Sul-Americana e uma semifinal da Copa Libertadores da América, como maior rival o San Lorenzo, com quem faz o Clásico de Barrio ou Clásico Porteño.

## História
O Huracán foi fundado no dia 1 de novembro de 1908, no bairro portenho de Nueva Pompeya. Seu apelido é “El Globo” (o balão), ou o diminutivo “El Globito”, pois um dos fundadores do clube foi o aviador e engenheiro argentino, Jorge Newbery, famoso por ter dirigido um balão chamado El Huracán. Os torcedores do Huracán são chamados de “Quemeros”. Sua camiseta é branca, com símbolo e detalhes em vermelho.
O Huracán foi campeão da Primeira Divisão 5 vezes: 1921, 1922, 1925, 1928 e 1973, além de ter vencido 7 copas nacionais oficiais.
Em 2009, o Huracán esteve muito perto se tornar campeão nacional novamente depois de muitos anos, mas acabou perdendo o título na última rodada, ao ser derrotado pelo Vélez Sarsfield por 1x0 no Estádio José Amalfitani, em Buenos Aires, em um jogo recheado de polêmicas e justamente o Vélez acabou ficando com o título, pois por coincidência as duas equipes se enfrentaram na última na rodada disputando o título por pontos corridos.
"El Globo" disputou 73 vezes a Primera División Argentina, e 13 vezes a Primera B Nacional (equivalente a segunda divisão). Na temporada 2010/2011, após fracos resultados, o Huracán foi rebaixado para a Primera B Nacional. Somente em 2014, o clube conseguiu retornar a Primeira Divisão.
O Huracán também é um dos clubes que reivindica o título de “sexto grande” do futebol argentino, e foi o primeiro a sê-lo considerado formalmente ao conseguir o voto proporcional nas decisões da AFA em 1946.

### Campeão da Supercopa Argentina

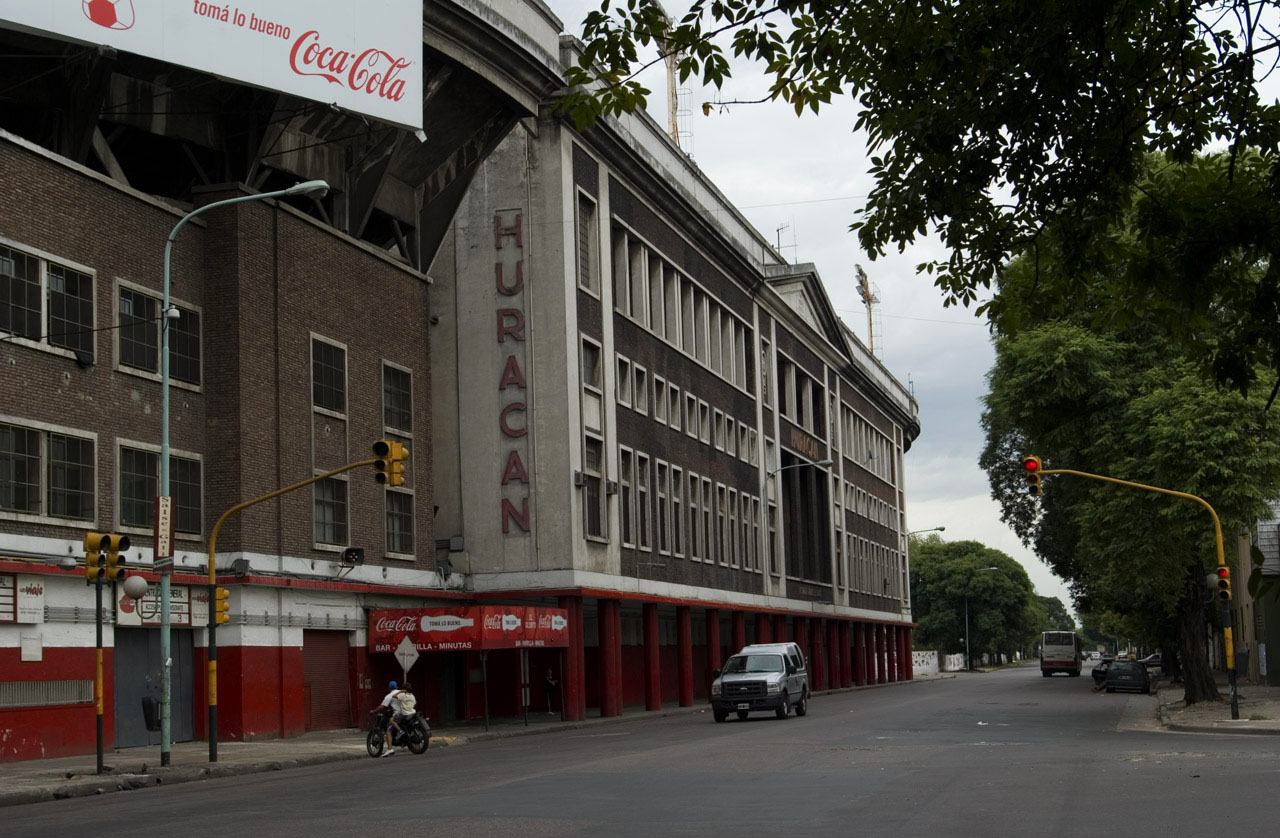
Fachada externa do Estádio Tomás Adolfo Ducó.

Depois de mais de 40 anos sem títulos importantes, em 2014, o Huracán voltou a comemorar um título nacional, quando se tornou campeão da Copa Argentina, batendo na final a equipe do Rosario Central, em uma emocionante disputa de pênaltis, pois a final em jogo único havia sido encerrada em 0x0. Sendo assim o Huracán conquistou uma vaga para a Pré-Libertadores 2015, enfrentando a equipe do Alianza Lima.
Em 2015, o Huracán chegaria ao título da Supercopa argentina ao vencer o River Plate por 1x0, que era o campeão do Torneio Final de 2014, o jogo foi disputado na Província de San Juan, na cidade do mesmo nome, em partida única.

### Retorno à Primeira Divisão Argentina
No mesmo período, o Huracán confirmou o bom momento, obtendo outro grande êxito, a promoção para a Primeira Divisão do Campeonato Argentino de Futebol, depois de um período de 3 temporadas na Primera B Nacional, a equipe conseguiu retornar para a elite do futebol argentino.

### Finalista da Copa Sul-Americana 2015
Em 2015, o Huracán conseguiu chegar na decisão da Copa Sul-Americana, eliminando o Sport Recife nas oitavas de finais, o Defensor Sporting, do Uruguai, nas quartas de finais e na semifinal, eliminou o poderoso River Plate, campeão da Copa Libertadores da América de 2015 e então campeão da Copa Sul-Americana de 2014, vencendo a partida de ida por 1x0 em pleno Estádio Monumental de Nuñez e empatando o jogo da volta por 2x2, no Estádio Tomás Adolfo Ducó.
Na final da competição, a equipe enfrentou o Independiente Santa Fé, da Colômbia e após dois empates sem gols, o jogo de volta disputado no Estádio El Campín, em Bogotá, foi para a prorrogação onde manteve-se o empate por 0x0 e a disputa foi para as penalidades máximas, quando o clube colombiano acabou ficando com o título.

### Acidente com ônibus
No dia 10 de março de 2016, o ônibus que transportava a delegação do Huracán depois do jogo pela fase prévia da Copa Libertadores 2016 contra a equipe do Caracas Fútbol Club, acabou tombando rumo ao aeroporto de Caracas, na Venezuela. Segundo a imprensa local, o veículo teria perdido os freios em uma subida e acabou caindo para lado quando o motorista procurou a pista de emergência.

### Libertadores da América
O Huracán disputou a Copa Libertadores da América em quatro ocasiões: 1974, quando chegou as semifinais e aplicou goleadas como 5x1 no clube chileno Unión Española e 4x0 no também argentino Rosario Central; 2015, quando parou na Primeira Fase, em 2016, quando chegou até as oitavas de final, quando parou no Atlético Nacional e em 2023 quando acabou caindo na terceira fase contra o Sporting Cristal do Peru após perder de 1x0 no agregado.

## Rivalidades
Seu rival histórico é o San Lorenzo de Almagro, com quem protagoniza o chamado Clásico de Barrio ou Clásico Porteño, sendo este um dos clássicos de maior rivalidade do país, principalmente por causa da proximidade geográfica das instituições, o que as faz representativas dos bairros do sul de Buenos Aires, dando ao clássico um toque de “portenhidade”. O Huracán também rivaliza em menor intensidade com River Plate, Boca Juniors, Club Atlético Independiente de Avellaneda, Racing Club de Avellaneda e Vélez Sarsfield.

## Torcida
Em português Huracán significa furacão. Seu apelido é "El Globo" e seus torcedores são chamados de "Quemeros".

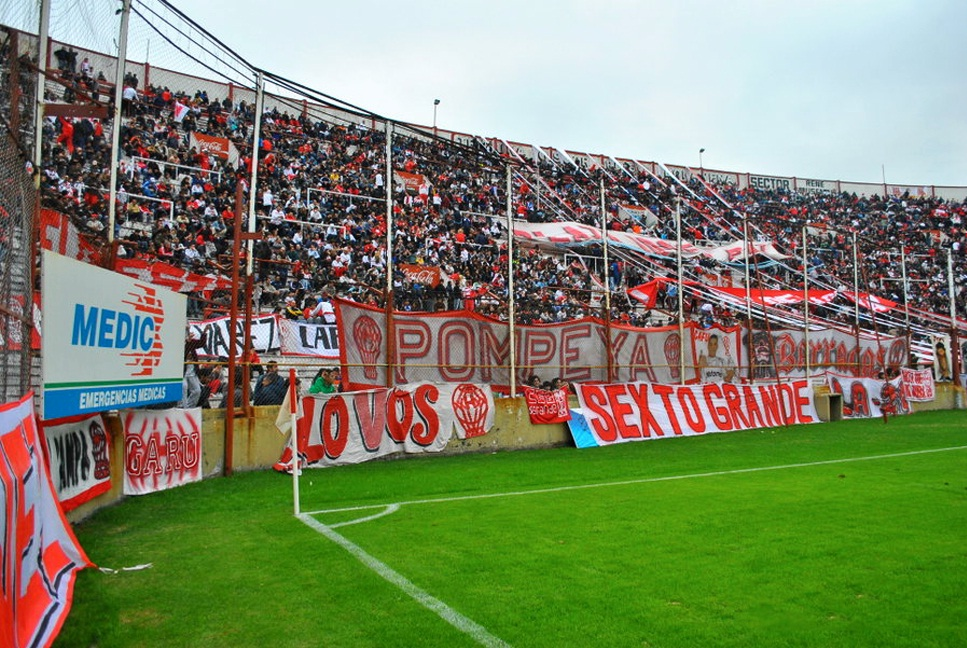
A famosa torcida La Banda de la quema.

Este apelido originalmente tinha uma forte carga pejorativa, e faz referência a um fato que ocorria na cidade de Buenos Aires no final do Século XIX e começo do Século XX: em terrenos próximos ao estádio do Huracán eram depositados os resíduos sólidos (lixo) da cidade, e depois eram incinerados. Por este motivo, o local era conhecido como "La Quema", e diziam-se "quemeros" aqueles que revolviam o lixo em busca de elementos de valor comercial.  À época, em Buenos Aires, quemero era sinônimo de catador de lixo.
Além disso, nos primeiros tempos do campo de futebol do Huracán, a fumaça gerada pela queima de lixo nas cercanias do estádio, dificultava a visão dos espectadores em algumas partidas.
Sua torcida é fiel e fanática, mais concentrada na cidade de Buenos Aires e arredores, com cerca de 1,4% dos argentinos, algo como 660.000 torcedores no país.
A barra brava do Huracán é a La Banda de la Quema, umas das barras mais tradicionais da Argentina e fiel ao teu bairro, Parque Patricios.

## Estádio
O estádio do Huracán é o Tomás Adolfo Ducó, conhecido como "El Palácio", com capacidade para 48.314 espectadores e que leva o nome do maior presidente da história do clube portenho.

## Títulos
| Nacionais | Nacionais            | Nacionais | Nacionais |
|           | Competição           | Títulos   | Temporadas |
| --------- | -------------------- | --------- | --- |
|           | Campeonato Argentino | 5         | 4 (1921, 1922, 1925, 1928) Era Amadora 1 (1973) Nacional                                                                                                   |
|           | Copa da Argentina    | 7         | (1920) Copa Estímulo, (1922 e 1925) Copa Dr. Carlos Ibarguren, (1942 e 1943) Copa Escobar, (1944) Copa de Competencia Británica e (2013-14) Copa Argentina |
|           | Supercopa Argentina  | 1         | 2014 |
|           | Primera B Nacional   | 3         | 1913, 1989-90, 1999-00 |
|           | TOTAL:               | 16        | 16 Nacionais |

### Campanha de destaque
- Vice-campeão da Copa Sul-Americana: 1 (2015)
- Vice-campeão argentino:  9 (1920, 1923, 1936, 1939, 1975, 1976, 1994, 2009 e 2025)

## Elenco
Atualizado 23 de março de 2025.
Legenda
- : Capitão
- : Jogador lesionado